# Еманкино
Еманкино (каз. Еманкино) — упразднённый посёлок в Карабалыкском районе Костанайской области Казахстана. Входил в состав Новотроицкого сельского округа. Ликвидирован в 1990-е годы.

## География
Посёлок располагался в 7 км к северо-западу от села Новотроицкое, у одноименного остановочного пункта Южно-Уральской железной дороги.

## Население
В 1989 году в посёлке проживал 1 человек. Национальный состав: русские.